# 龙潭公园 (柳州)
24°17′N 109°25′E / 24.28°N 109.41°E

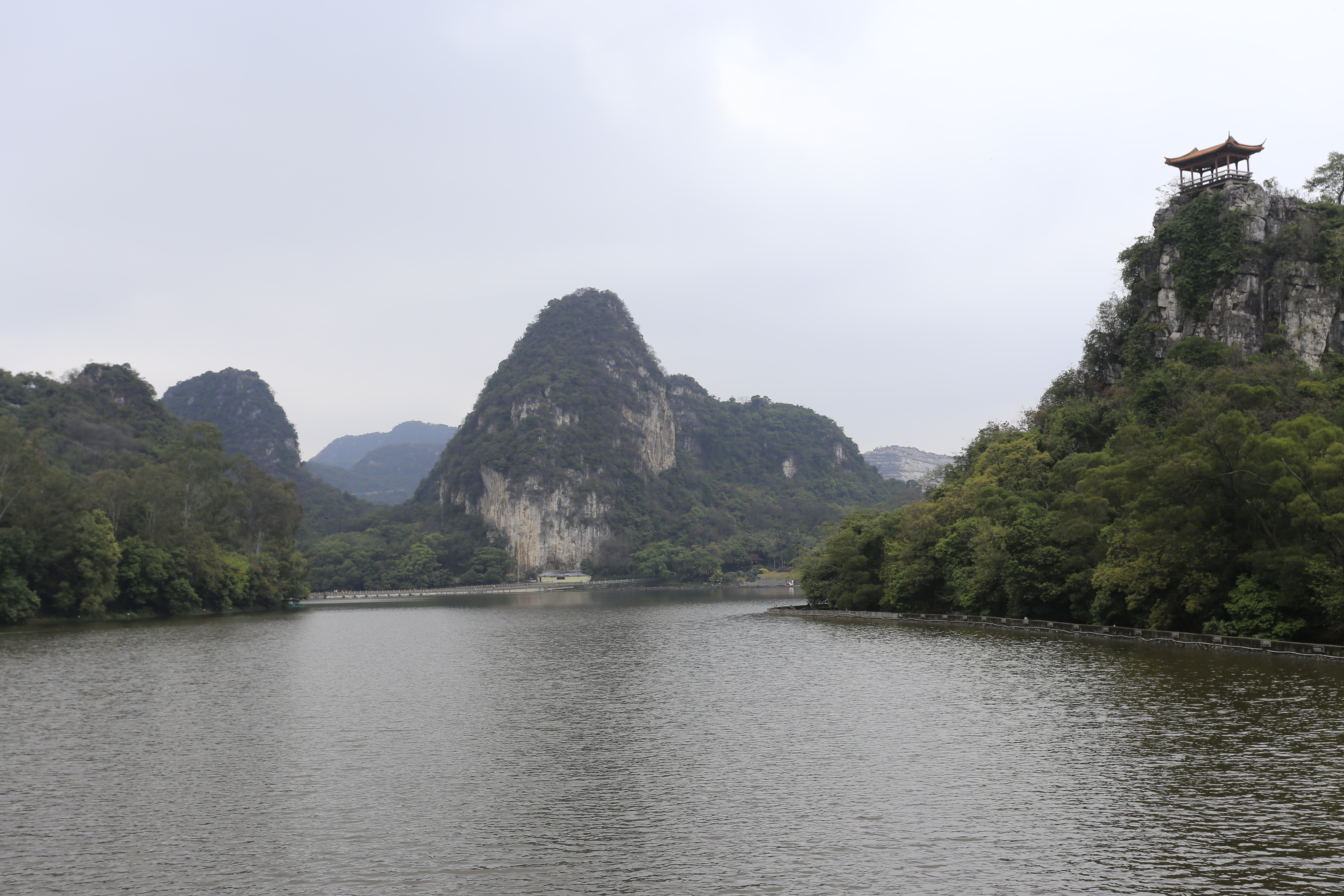
龙潭公园，中间为龙潭山，山脚为鲤鱼嘴遗址

龙潭公园位于中国广西壮族自治区柳州市鱼峰区，是一个融喀斯特地貌、西南少数民族文化、植物科研、科普为一体的风景区，是国家4A级旅游景区，国家重点公园。

## 历史
龙潭公园包括一湖（镜湖）二潭（龙潭、雷潭）四谷地，二十四峰（卧虎山、美女峰、孔雀山等）。雷山绝壁下涌出的泉水在雷、龙二山之间汇成“龙潭”，古时称为“雷塘”。咫尺相隔的“雷潭”有地下河与之相潜通，清澈的潭水经“八龙喷雪坝”泻入镜湖，接着蜿蜒如游龙般穿园而过，注入龙潭公园外莲花山下的溶洞，去无踪影。雷龙二潭水常年恒温(18℃—22℃)，每逢隆冬，水汽蒸腾，烟雾缭绕，故称为“双潭烟雨”。
雷、龙二山夹水相峙，相传有雷、龙二神在此司掌雷雨，故称为“龙雷胜境”。雷山摩崖石刻有明代兵部右侍郎张翀的摩崖石刻诗“山下清泉出，林间百发来。寒云如可卧，不必问蓬莱”。
柳宗元曾在此地为民祷雨，著有《雷塘祷雨文》传世。现存“祷雨文碑亭”、“祭台”及“雷塘庙”等建筑，另有张翀垂钓遗址“张钓台”，明代名士罗之鼎书斋“侧山楼”及鲤鱼嘴遗址。
壮乡、瑶山、苗岭、侗寨傣村等少数民族村寨均按照各民族生活习俗建造。镜湖上的“龙潭风雨桥”为仿木钢筋混凝土廊桥式建筑。傍水而建的九层鼓楼为正四边形塔楼。另建有“木楼民居”和“轻松山房”等建筑。